# Zosterops grayi
Zosterops grayi là một loài chim trong họ Zosteropidae.